# (35436) 1998 BU15
1998 BU15 (asteroide 35436) é um asteroide da cintura principal. Possui uma excentricidade de 0.11899180 e uma inclinação de 6.89384º.
Este asteroide foi descoberto no dia 24 de janeiro de 1998 por NEAT em Haleakala.